# KwaDukuza
KwaDukuza es un municipio local sudafricano situado en el distrito de iLembe, en la provincia de KwaZulu-Natal.

## Superficie
KwaDukuza tiene una superficie de 740 km².

## Demografía
En 2022, tenía 324 912 habitantes, una densidad poblacional de 439,1 hab./km², y 96 368 viviendas.